# 르노코리아 갤러리
르노코리아 갤러리(Renault Korea Gallery)는 대한민국의 자동차 제조사, 르노코리아의 부산 공장 내에 병설되는 박물관이다.

## 개요
2001년 6월에 '르노 삼성 문화관'으로 개장하였다. 이후 2006년 9월 리뉴얼하여 '르노삼성자동차 갤러리'로 변경되었다.
시설 내에는 SM7/QM5의 절개 모델, 엔진(M9R 디젤 엔진 ,VQ 엔진 등)의 절개 모델, 역대 모델(SM5/1세대~2세대, SM3 서울 모터쇼 출품차 등)을 전시해, 동시에 생산 공정이나 환경에 대한 대처, 연표 등의 설명도 게시되어 르노 및 르노 삼성의 역사나 기술을 알기 쉽게 해설하고 있다.
르노코리아의 공식사이트 위에 있는 예약 전용 페이지를 통해 예약하면 공장 견학도 가능하다(한국어와 영어의 가이드에 대응). 다만 예약은 공장 견학의 2개월 전부터 가능하고, 유아~일반/단체 전용으로 몇 가지 견학 플랜이 준비되어 있다.

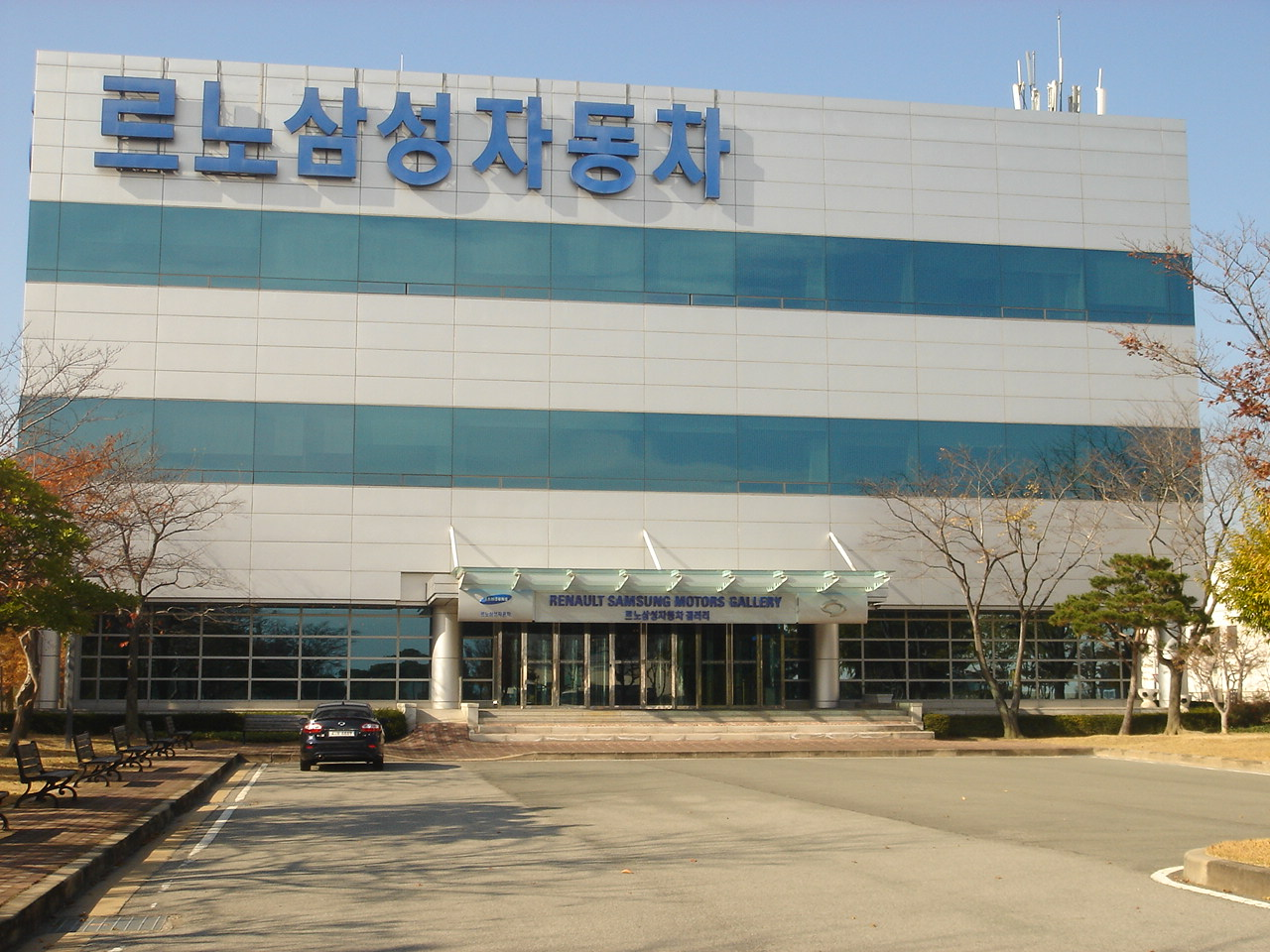
르노삼성자동차 갤러리 정문현관
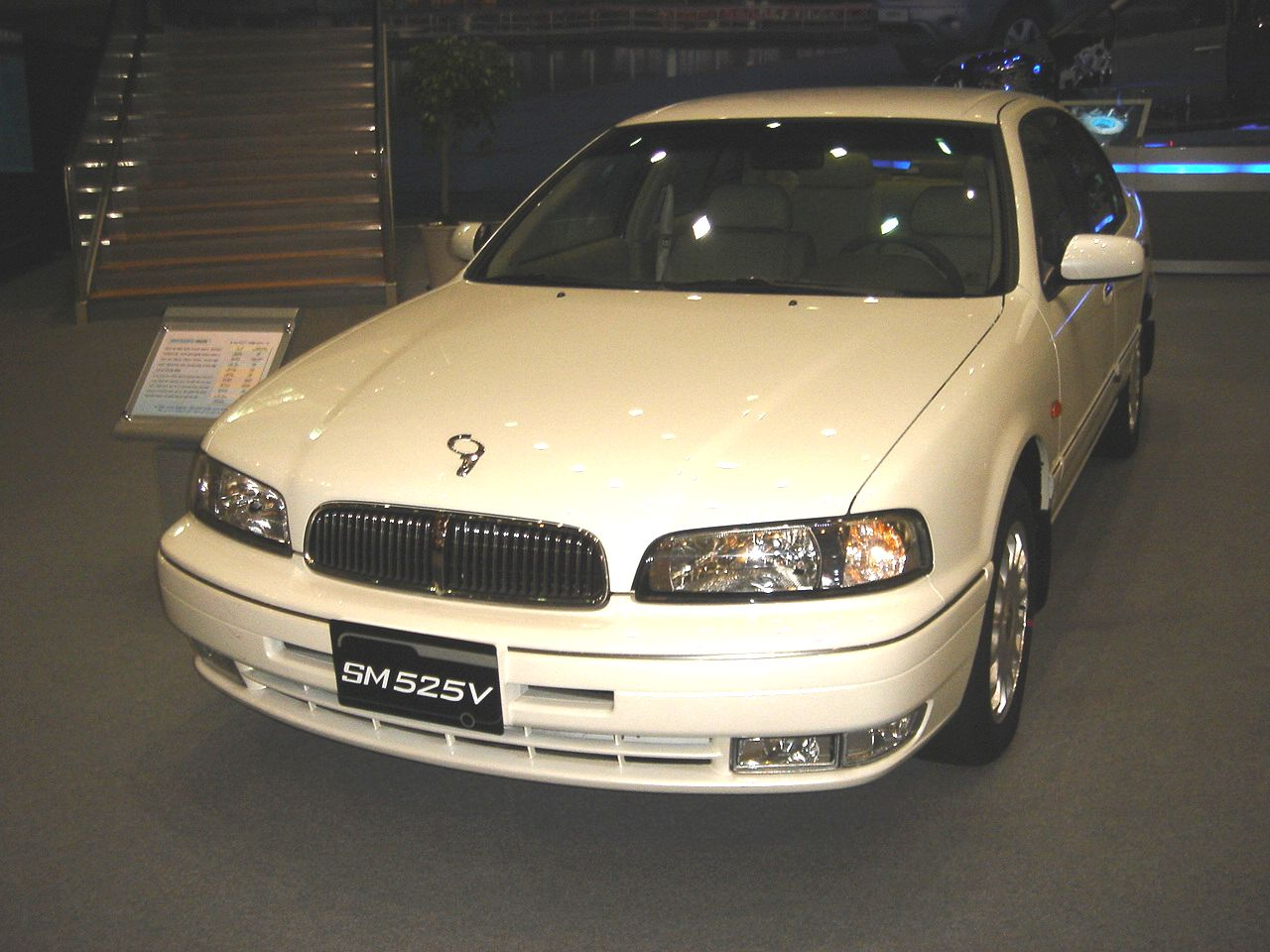
르노삼성 SM525V 전시차량
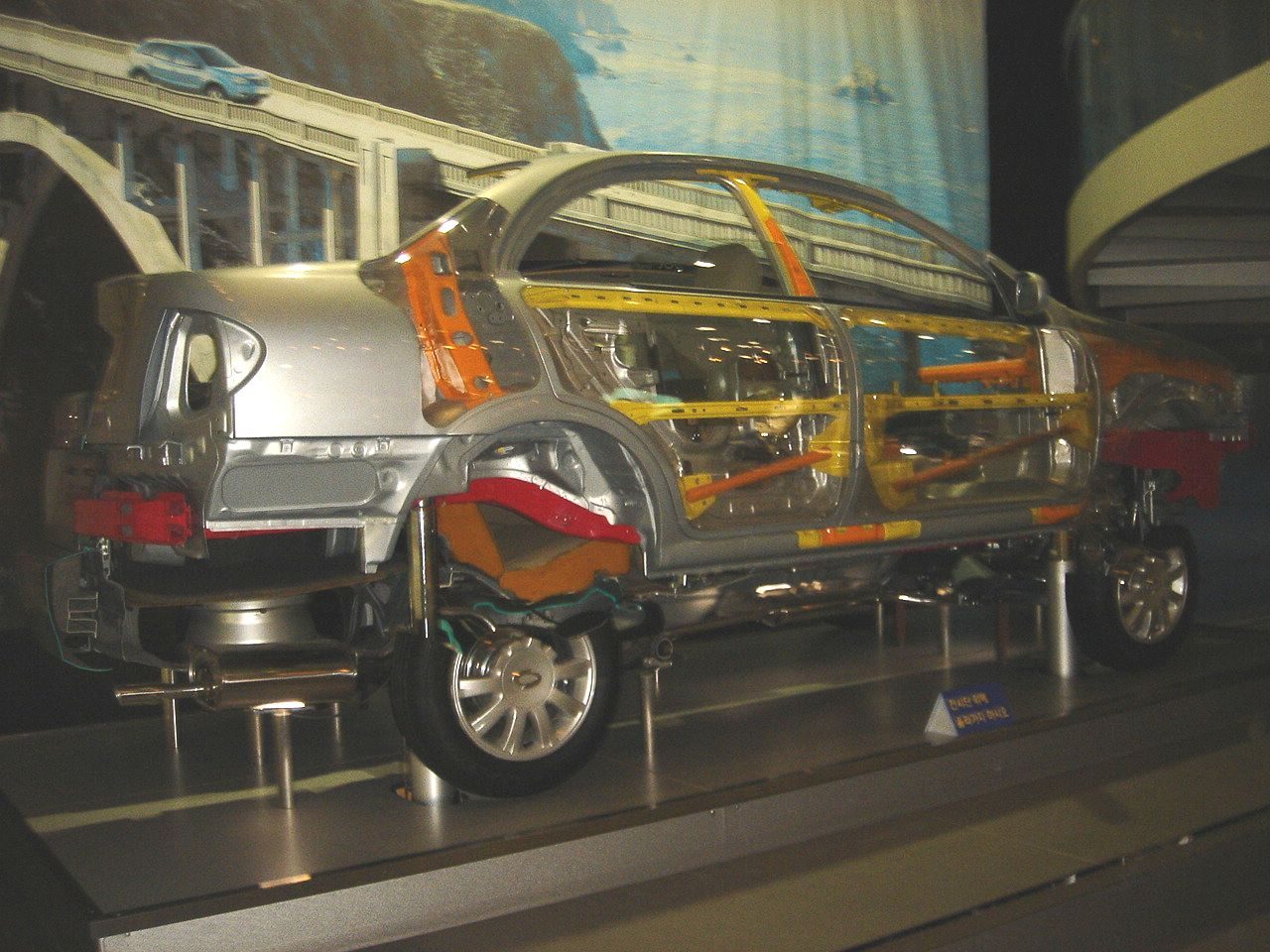
르노삼성 SM3 절개 차량
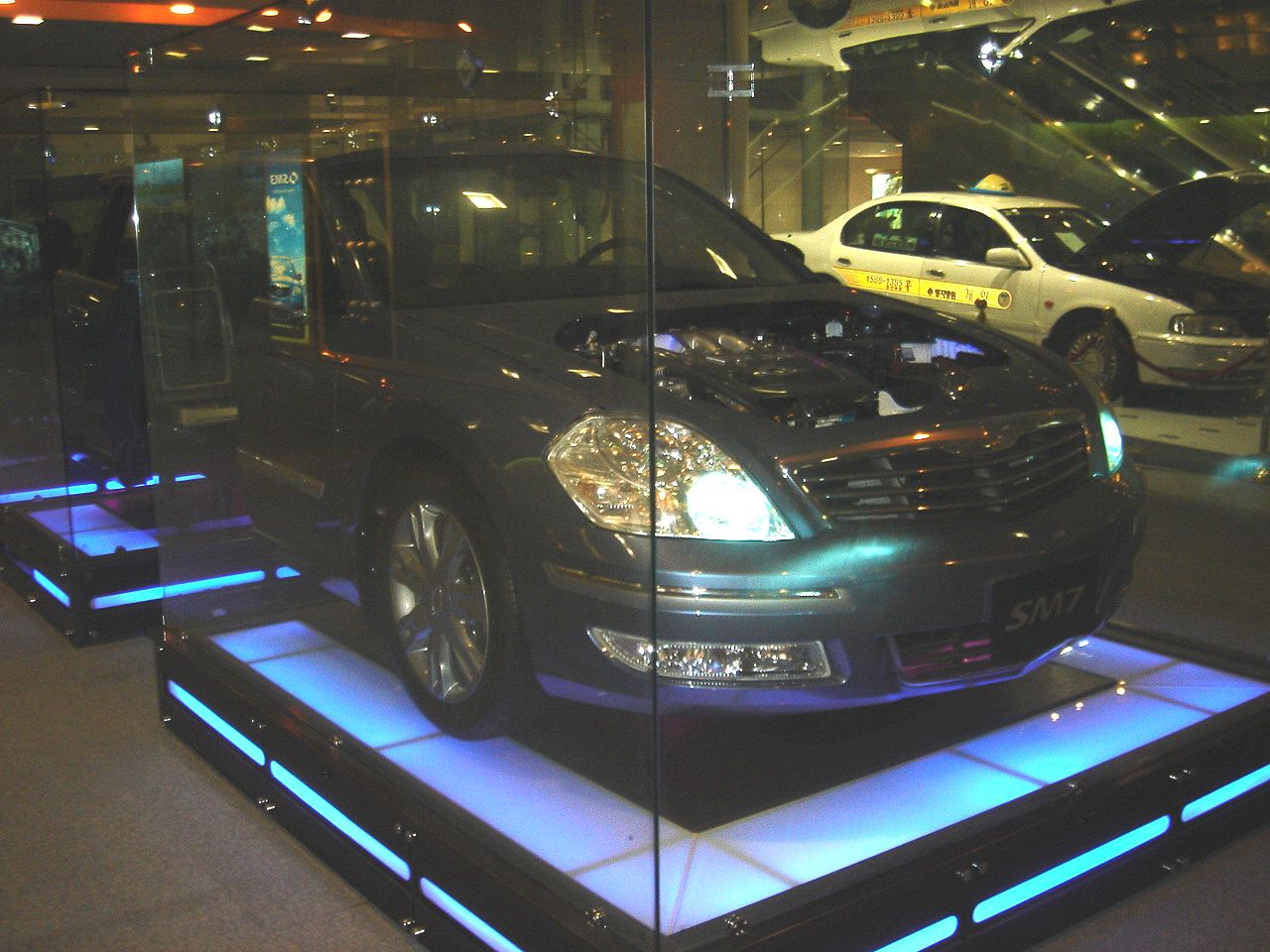
르노삼성 SM7 절개 차량
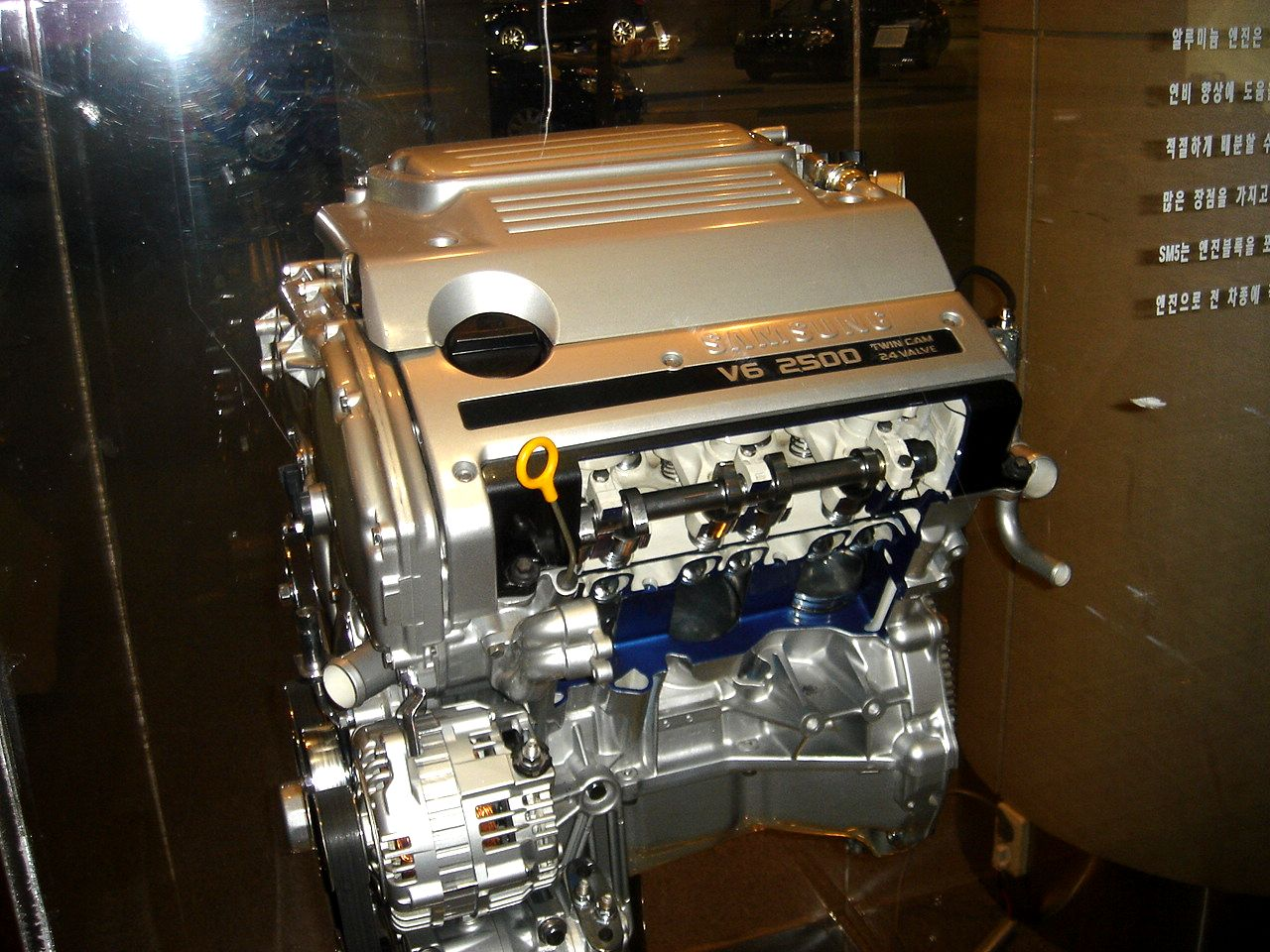
르노삼성 VQ25 엔진
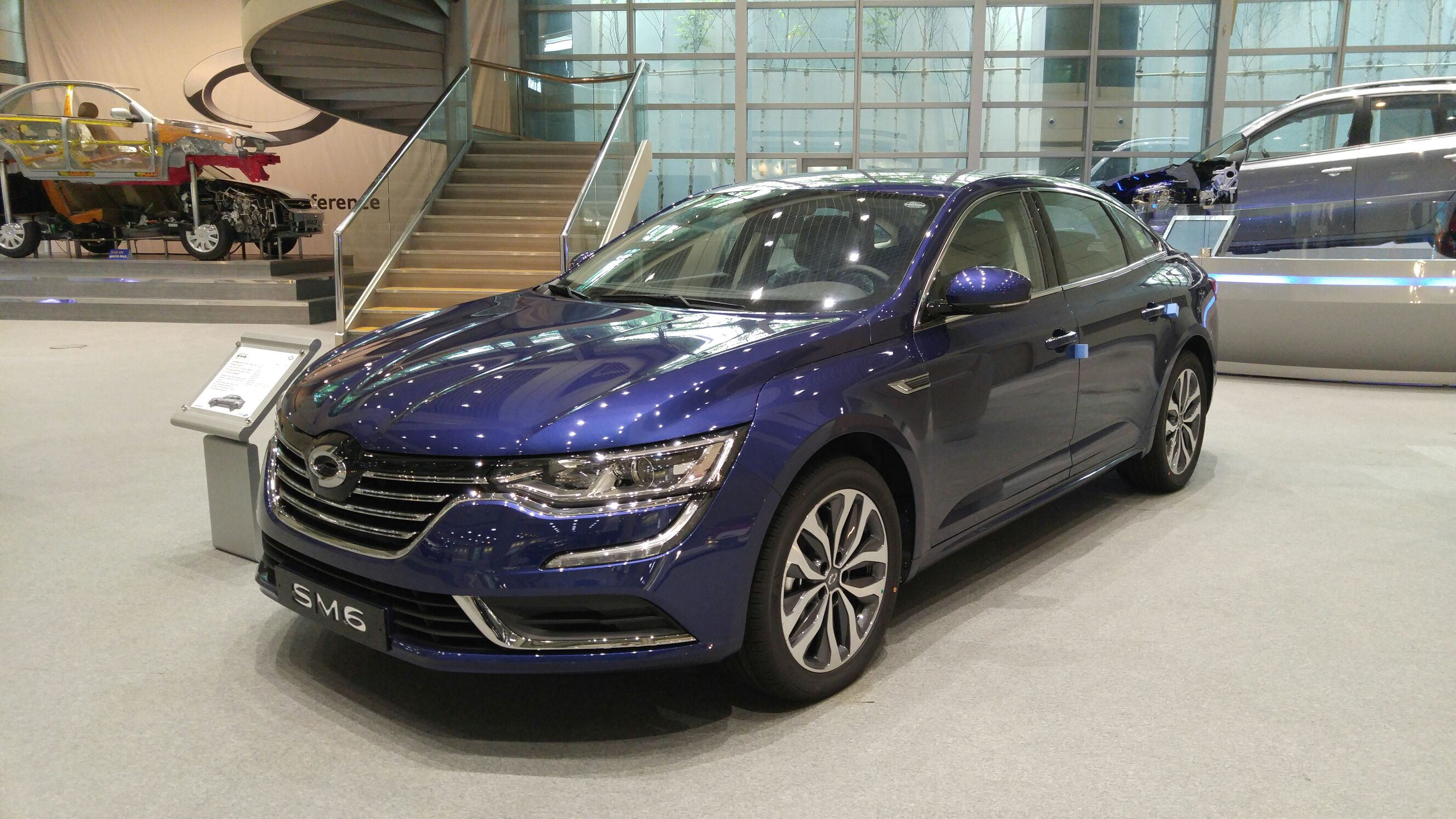
르노삼성 SM6 전시차량 (정측면)
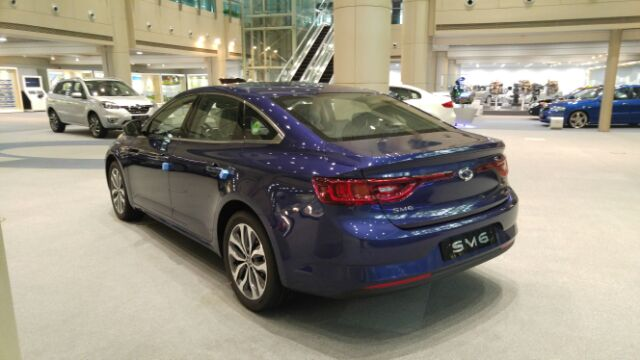
르노삼성 SM6 전시차량 (후측면)
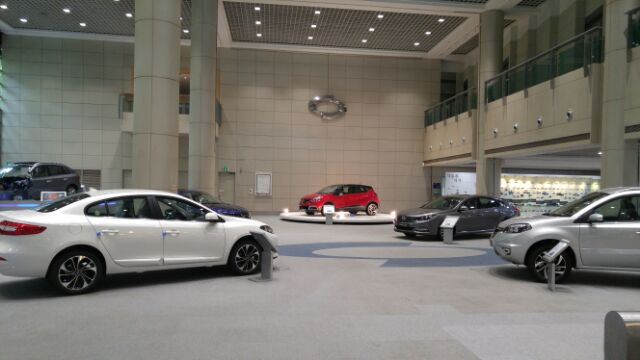
르노삼성자동차 갤러리 로비
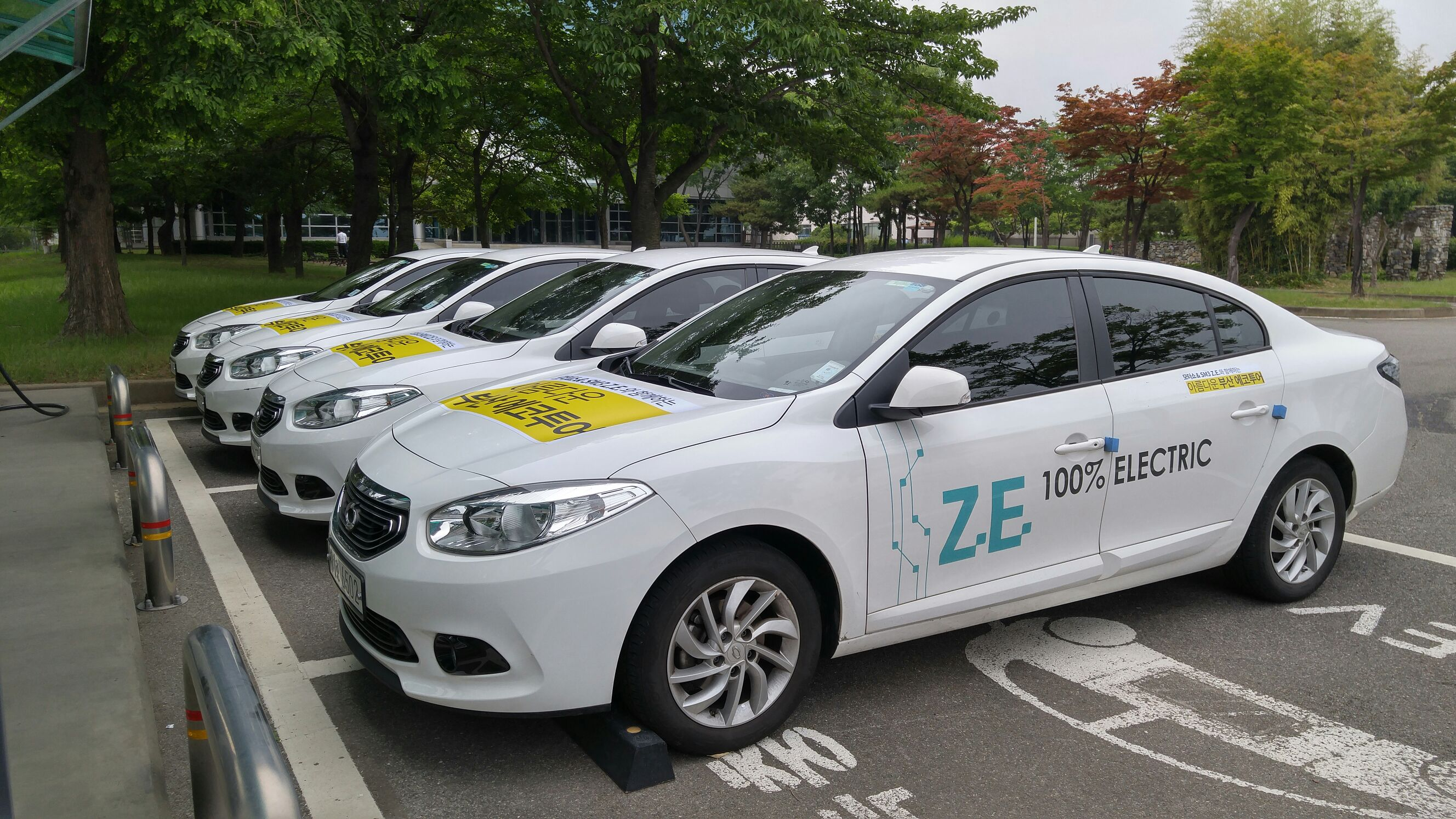
로노삼성자동차 갤러리 주차장
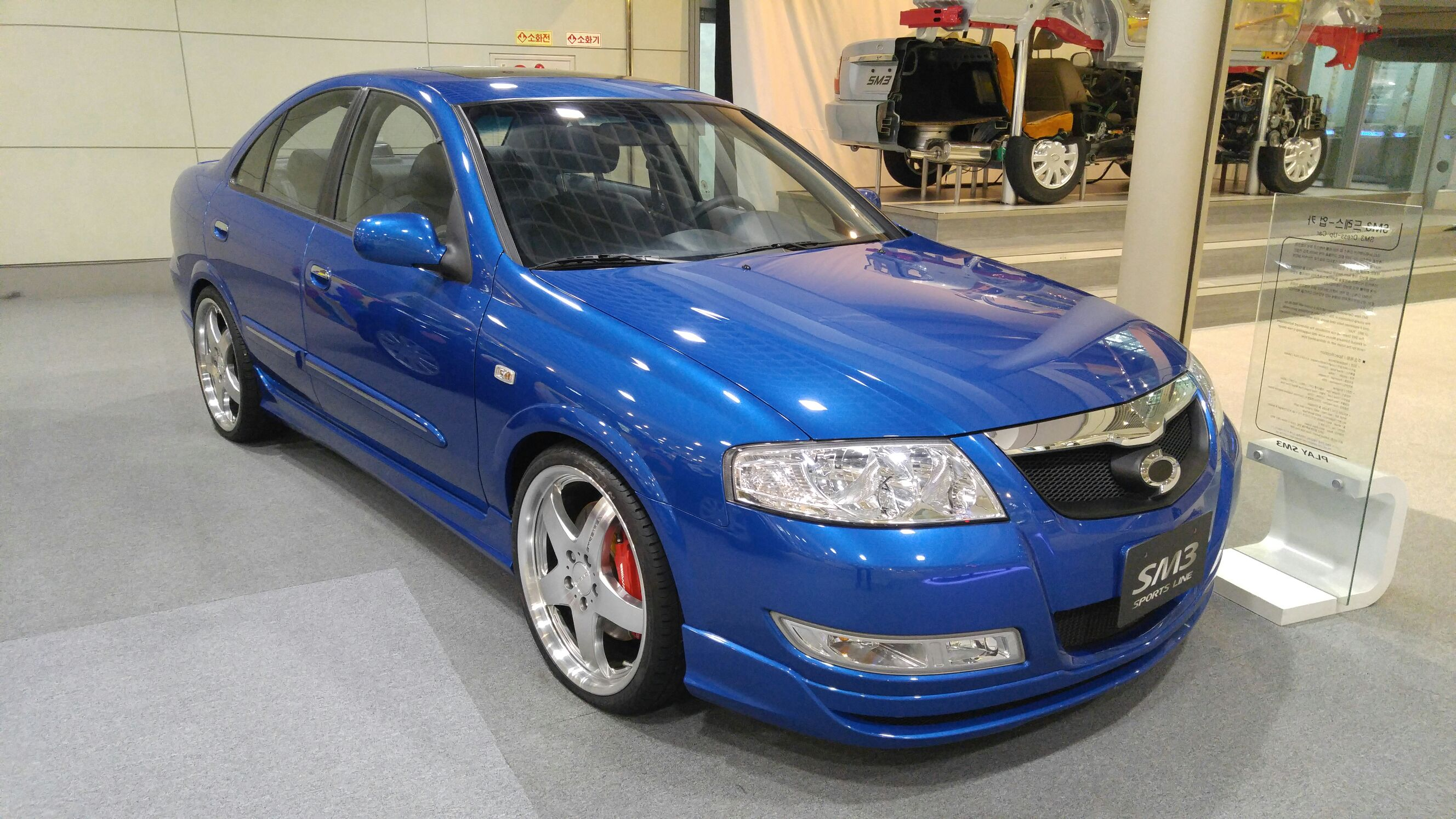
르노삼성 SM3 뉴 제너레이션 스포츠 라인 (정측면)
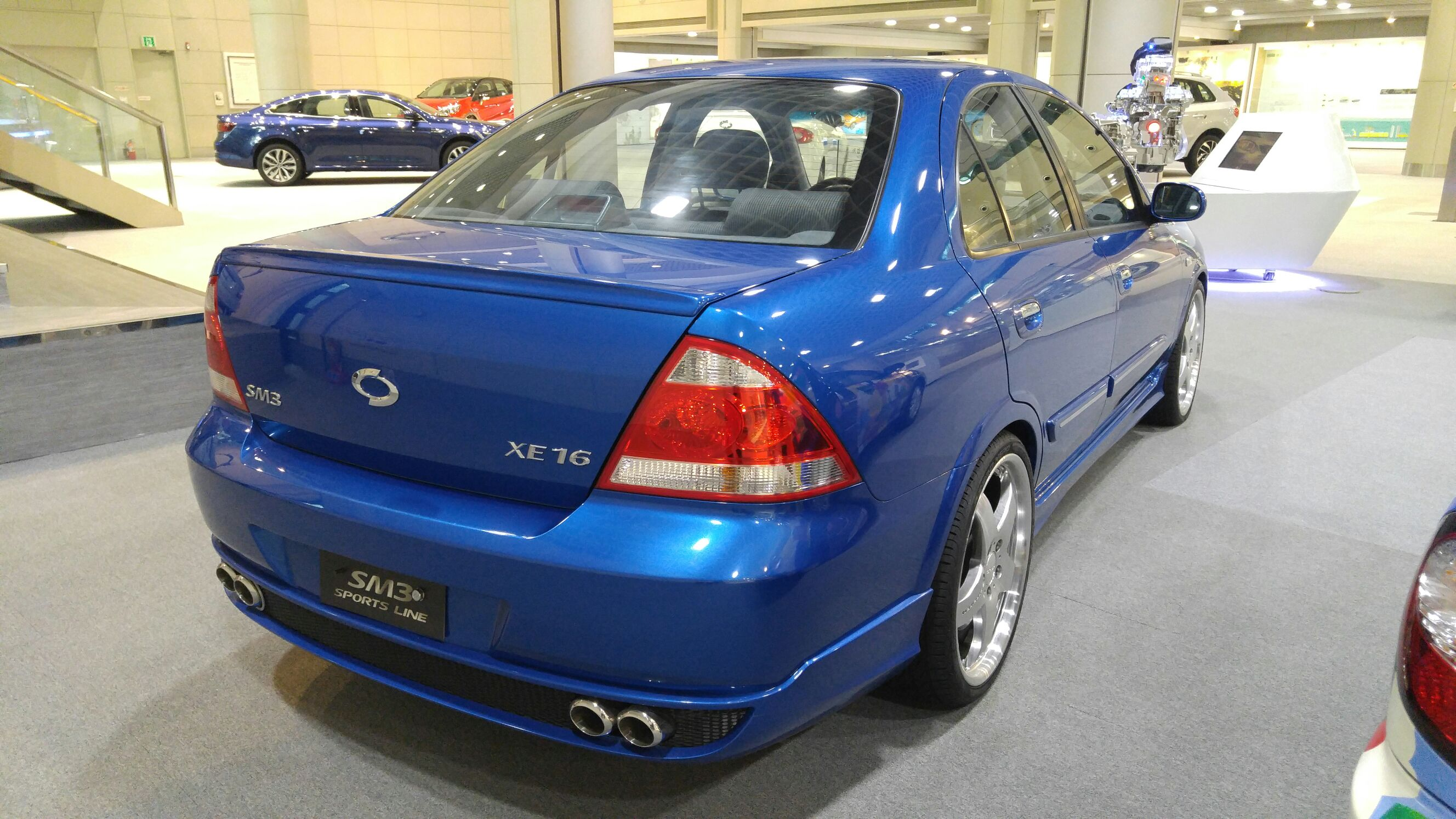
르노삼성 SM3 뉴 제너레이션 스포츠 라인 (후측면)

## 교통
KTX / 경부선 부산역에서 도시철도 1호선을 타고 하단역에 내린 다음 택시나 버스를 이용하여 「르노코리아자동차」에 하차한다.